# Molnár Ferenc (tanító)
Molnár Ferenc (Nagykőrös, 1867. február 9. – Técső, 1926. február 7.) református tanító.

## Élete
Molnár Albert vendéglős és Elek Mária fia. Tanulmányait szülőhelyén végezte, és ugyanitt 1887-ben segédtanítóvá választották. Még ez évben tanítói oklevelet szerzett és előbb Velencén, majd Técsőn alkalmazták tanítóként. Egyházában mint presbiter, a társadalmi téren mint a kultúregyletek lelkes híve szerepelt. A técsői Dalegyesület elnöke, református egyházkerületi zsinati és egyházmegyei tanügyi bizottsági tag, tűzoltóegyleti pénztárnok volt.
Költeményeket írt a Képes Családi Lapokba (1893), a Nagykörösbe és más társadalmi lapokba. Cikke Memorandum alakban a Tanítók Szavában jelent meg, melyből a Népnevelők Lapja is hozott részleteket.